# Baryceros tetraspilus
Baryceros tetraspilus är en stekelart som beskrevs av Henry Keith Townes, Jr. 1966. Baryceros tetraspilus ingår i släktet Baryceros och familjen brokparasitsteklar. Inga underarter finns listade.